# Statistiques et records du Championnat d'Europe de futsal
 (juin 2023).
- Si vous ne connaissez pas le sujet, laissez ce bandeau (vous pouvez alors contacter les auteurs).
- Si vous supprimez le contenu mis en cause (vous pouvez préalablement contacter les auteurs),

argumentez précisément cette suppression dans la page de discussion
(un manque de référence n'est pas un argument ; une recherche réelle de référence doit avoir été effectuée, être formellement documentée).
Cette page regroupe différents records et statistiques du Championnat d'Europe de futsal de l'UEFA.

## Statistiques d'équipe

### Records sur un match
| Intitulé                                            | Édition   | Record         | Match                                                |
| --------------------------------------------------- | --------- | -------------- | ---------------------------------------------------- |
| Plus large victoire en phase finale                 | 2010 2022 | +8             | Espagne 9-1 Biélorussie Géorgie 0-8 Espagne          |
| Plus large victoire en qualification                | 1996      | +31            | Russie 31-0 Moldavie                                 |
| Match le plus prolifique                            | 2012      | 17 buts        | Serbie 8-9 Azerbaïdjan                               |
| Match à élimination directe le plus prolifique      | 1999      | 15 buts        | Russie 9-6 Pays-Bas                                  |
| Match nul le plus prolifique                        | 2010 2018 | 10 buts        | Biélorussie 5-5 Portugal Kazakhstan 5-5 (ap) Espagne |
| Plus forte affluence en qualification               | 2018      | 10 231 spect.  | Tchéquie - Kazakhstan                                |
| Plus forte affluence en phase finale                | 2012      | 14 300 spect.  | Croatie - Russie                                     |
| Plus forte affluence en finale                      | 2014      | 11 558 spect.  | Italie - Russie                                      |
| Plus forte affluence en phase finale (tous matches) | 2016      | 113 820 spect. | -                                                    |

### Record de participations
| Pays                                                                           | Phase finales jouées | Demi-finales jouées | Finales jouées | Titres |
| ------------------------------------------------------------------------------ | -------------------- | ------------------- | -------------- | ------ |
| Espagne                                                                        | 12                   | 12                  | 9              | 7      |
| Russie                                                                         | 12                   | 10                  | 7              | 1      |
| Italie                                                                         | 12                   | 8                   | 3              | 2      |
| Ukraine                                                                        | 11                   | 4                   | 2              | -      |
| Portugal                                                                       | 10                   | 5                   | 3              | 2      |
| République tchèque                                                             | 8                    | 2                   | -              | -      |
| Yougoslavie/ Serbie                                                            | 7                    | 1                   | -              | -      |
| Slovénie                                                                       | 7                    | -                   | -              | -      |
| Azerbaïdjan, Croatie, Pays-Bas                                                 | 6                    | 1                   | -              | -      |
| Belgique                                                                       | 5                    | 1                   | -              | -      |
| Roumanie                                                                       | 4                    | -                   | -              | -      |
| Kazakhstan                                                                     | 3                    | 2                   | -              | -      |
| Hongrie, Pologne                                                               | 3                    | -                   | -              | -      |
| Biélorussie, Bosnie-Herzégovine, Finlande, France, Géorgie, Slovaquie, Turquie | 1                    | -                   | -              | -      |

## Statistiques individuelles

### Records sur un match
| Intitulé                                       | Joueur              | Record              | Match                | Édition / date |
| ---------------------------------------------- | ------------------- | ------------------- | -------------------- | -------------- |
| Meilleurs buteurs sur un match d'éliminatoires | Konstantin Eremenko | 7 buts              | Russie - Moldavie    | 1996           |
| Meilleurs buteurs sur un match de phase finale | Serhiy Koridze      | 5 buts              | Ukraine - Portugal   | 2003           |
| But le plus rapide inscrit en phase finale     | Felipe              | 8 secondes          | Azerbaïdjan - Serbie | 2012           |
| Joueur le plus âgé sur une phase finale        | Andrey Tveryankin   | 44 ans et 334 jours | Azerbaïdjan - Serbie | 03.02.2012     |
| Buteur le plus âgé sur une phase finale        | Mico Martić         | 36 ans et 364 jours | Croatie - Pologne    | 22.02.2001     |
| Plus jeune joueur sur une phase finale         | Dennis Berthod      | 18 ans et 173 jours | Italie - Finlande    | 20/01/2022     |
| Plus jeune buteur sur une phase finale         | Adriano Foglia      | 19 ans et 303 jours | Italie - Russie      | 22.02.2001     |

### Joueurs les plus titrés
| Nom            | Titres | Éditions remportées          |
| -------------- | ------ | ---------------------------- |
| Luis Amado     | 5      | 2001, 2005, 2007, 2010, 2012 |
| Kike           | 5      | 2001, 2005, 2007, 2010, 2012 |
| Daniel         | 4      | 2001, 2005, 2007, 2010       |
| Juanjo         | 4      | 2007, 2010, 2012, 2016       |
| Ortiz          | 4      | 2007, 2010, 2012, 2016       |
| Javi Rodríguez | 4      | 2001, 2005, 2007, 2010       |
| Torras         | 4      | 2005, 2007, 2010, 2012       |
| Julio          | 3      | 2001, 2005, 2010             |
| Lin            | 3      | 2010, 2012, 2016             |

### Meilleurs joueurs
| Meilleurs joueurs 1996-2016 | Meilleurs joueurs 1996-2016 |
| Édition                     | Nom                         |
| --------------------------- | --------------------------- |
| 1996                        | Paulo Roberto               |
| 1999                        | Eremenko                    |
| 2001                        | Javi Sánchez                |
| 2003                        | Bácaro                      |
| 2005                        | Luis Amado                  |
| 2007                        | Ricardinho                  |
| 2010                        | Javi Rodríguez              |
| 2012                        | Kike                        |
| 2014                        | G. Lima                     |
| 2016                        | Miguelín                    |

À la suite de l'Euro 2022, le Portugais Zicky Té est élu meilleur joueur. Il est le deuxième joueur à recevoir cette distinction officielle, après son compatriote Ricardinho en 2018.
| Édition | Nom            |
| ------- | -------------- |
| 2018    | Ricardinho (2) |
| 2022    | Zicky Té       |

Auparavant, un joueur est nommé pour ce titre à chaque édition, mais cela ne semble pas reconnu par l'UEFA.

### Joueurs le plus capé
| Nom               | Phases finales | Phases finales et éliminatoires |
| ----------------- | -------------- | ------------------------------- |
| Ortiz             | 35             | 55                              |
| Luis Amado        | 33             | 47                              |
| Rizvan Farzaliyev | ?              | 47                              |
| Kike              | 29             |                                 |
| Sergei Abramov    | 26             |                                 |
| João Matos        | 26             | 44                              |

Au terme de l'édition 2022, le capitaine de l'Espagne Carlos Ortiz conclut son septième Euro de futsal, un record, dont quatre remportés. Il en est logiquement le joueur le plus capé (35 sélections en phase finale, 55 qualifications comprises). En quart de finale, il égale d'abord son compatriote Luis Amado avec 33 matches en phase finale puis le dépasse en demi contre le Portugal.

Après la phase de poule en 2022, Rizvan Farzaliyev compte 47 sélections à l'Euro de futsal pour l'Azerbaïdjan, éliminatoires compris, à égalité avec le gardien de longue date de l'Espagne, Luis Amado.

### Meilleurs buteurs par édition
| Édition | Phase finale                                | Phase finale                                | Phase finale | Qualifications + phase finale      | Qualifications + phase finale |
| Édition | Soulier(s) d'or(s)                          | Autres meilleurs buteurs                    | Buts         | Meilleurs buteurs                  | Buts                          |
| ------- | ------------------------------------------- | ------------------------------------------- | ------------ | ---------------------------------- | ----------------------------- |
| 1996    | Konstantin Eremenko                         | -                                           | 8            | Konstantin Eremenko                | 23                            |
| 1999    | Konstantin Eremenko (2)                     | -                                           | 11           | Konstantin Eremenko (2)            | 20                            |
| 2001    | Serhiy Koridze                              | -                                           | 7            | Serhij Koridze                     | 13                            |
| 2003    | Serhiy Koridze (2)                          | -                                           | 7            | Serhij Koridze (2)                 | 17                            |
| 2005    | Fernando Grana                              | -                                           | 6            | Edwin Grünholz                     | 10                            |
| 2007    | Cirilo, Daniel, Predrag Rajić               | Cirilo, Daniel, Predrag Rajić               | 5            | Cihan Özcan                        | 15                            |
| 2010    | S. Assis, B. Jade, J. Rodríguez, J. Queirós | S. Assis, B. Jade, J. Rodríguez, J. Queirós | 5            | Clayton Baptistella & Joel Queirós | 10                            |
| 2012    | Torras                                      | Dario Marinović                             | 5            | Cihan Özcan (2) & Darko Rangotov   | 8                             |
| 2014    | Eder Lima                                   | -                                           | 8            | Kristjan Čujec & Sergio Lozano     | 9                             |
| 2016    | Miguelín & M. Rivillos                      | Alex, Ricardinho, S. Zhamankulov            | 6            | Ricardinho                         | 11                            |
| 2018    | Ricardinho                                  | -                                           | 7            | Bruno Coelho                       | 11                            |
| 2022    | Birzhan Orazov                              | -                                           | 7            | A. Sebiskveradze & G. Matjušenko   | 10                            |

### Meilleurs buteurs cumulés
| Nom                  | Phases finales | Phases finales et éliminatoires |
| -------------------- | -------------- | ------------------------------- |
| Ricardinho           | 22             | 32                              |
| Konstantin Eremenko  | 20             | 44                              |
| Eder Lima            | 17             | ?                               |
| Daniel               | 16             | ?                               |
| Serhiy Koridze       | 15             | 39                              |
| Javi Rodríguez       | 13             | ?                               |
| Gonçalo              | 12             | ?                               |
| Florin Matei         | ?              | 36                              |
| Igor Moskvychov      | ?              | 32                              |
| Archil Sebiskveradze | ?              | 31                              |
| Zoltán Dróth         | ?              | 30                              |
| Dario Marinović      | ?              | 29                              |

En quart de finale de l'Euro 2018, le Ricardinho aide le Portugal à vaincre l'Azerbaïdjan, avec un quadruplé. Une prestation qui lui permet de battre le record de Konstantin Eremenko (Russe). Avec 21 buts en phase finale, il devient le meilleur buteur de tous les temps de l'Euro (en phase finale). L'ailier portugais en marque un vingt-deuxième en finale.